# Sachsendorf (Gemeinde Kirchberg am Wagram)
Sachsendorf ist eine Ortschaft und gehört zu Kollersdorf, einer Katastralgemeinde der Marktgemeinde Kirchberg am Wagram. Die Ortschaft hat 149 Einwohner (Stand 1. Jänner 2024).

## Geographie
Der Ort Sachsendorf gehört zur Katastralgemeinde Kollersdorf und grenzt an folgende Katastralgemeinden an: Seebarn am Wagram, Altenwörth, Gigging, Neustift im Felde, Mallon und an die Gemeinde Fels am Wagram.

## Geschichte
Das ursprünglich zur Herrschaft Grafenegg gehörende Dorf wurde 1848 zusammen mit Kollersdorf als Gemeinde konstituiert.
Laut Adressbuch von Österreich waren im Jahr 1938 in Sachsendorf ein Gastwirt mit Gemischtwarenhandel, eine Milchgenossenschaft, ein Landesproduktehändler, ein Schneider, eine Schneiderin und ein Schuster ansässig.